# Quinto Anício Fausto Paulino
Quinto Anício Fausto Paulino (em latim: Quintus Anicius Faustus Paulinus) ou possivelmente Sexto Anício Fausto Paulino ({{langx|la|Sextus Anicius Faustus Paulinus; fl. século III) foi um oficial militar romano e senador que foi nomeado cônsul sufecto algum tempo antes de 230.

## Biografia
Provavelmente o filho de Quinto Anício Fausto, cônsul sufecto em 198, e um membro da gens Anícia do século III, Fausto Paulino foi nomeado legado imperial propretor (ou governador imperial) da província de Mésia Inferior por volta de 229/30. Como este cargo era consular, presume-se que em algum momento antes de 230, havia sido nomeado cônsul sufecto.
Especula-se que Fausto Paulino se casou com uma filha de Sexto Coceio Vibiano, cônsul sufecto em algum momento durante o final do século II ou início do III, ou que era cunhado de um filho de Sexto Coceio Vibiano. Pode, portanto, ter sido o pai (ou talvez tio) de Marco Coceio Anício Fausto Flaviano, cônsul sufecto em 250/52, e Sexto Coceio Anício Fausto Paulino, cônsul sufecto antes de 268.